# Euophrys newtoni
Euophrys newtoni là một loài nhện trong họ Salticidae.
Loài này thuộc chi Euophrys. Euophrys newtoni được Elizabeth Maria Gifford Peckham & George William Peckham miêu tả năm 1896.